# Slijpstraat-Kortendries

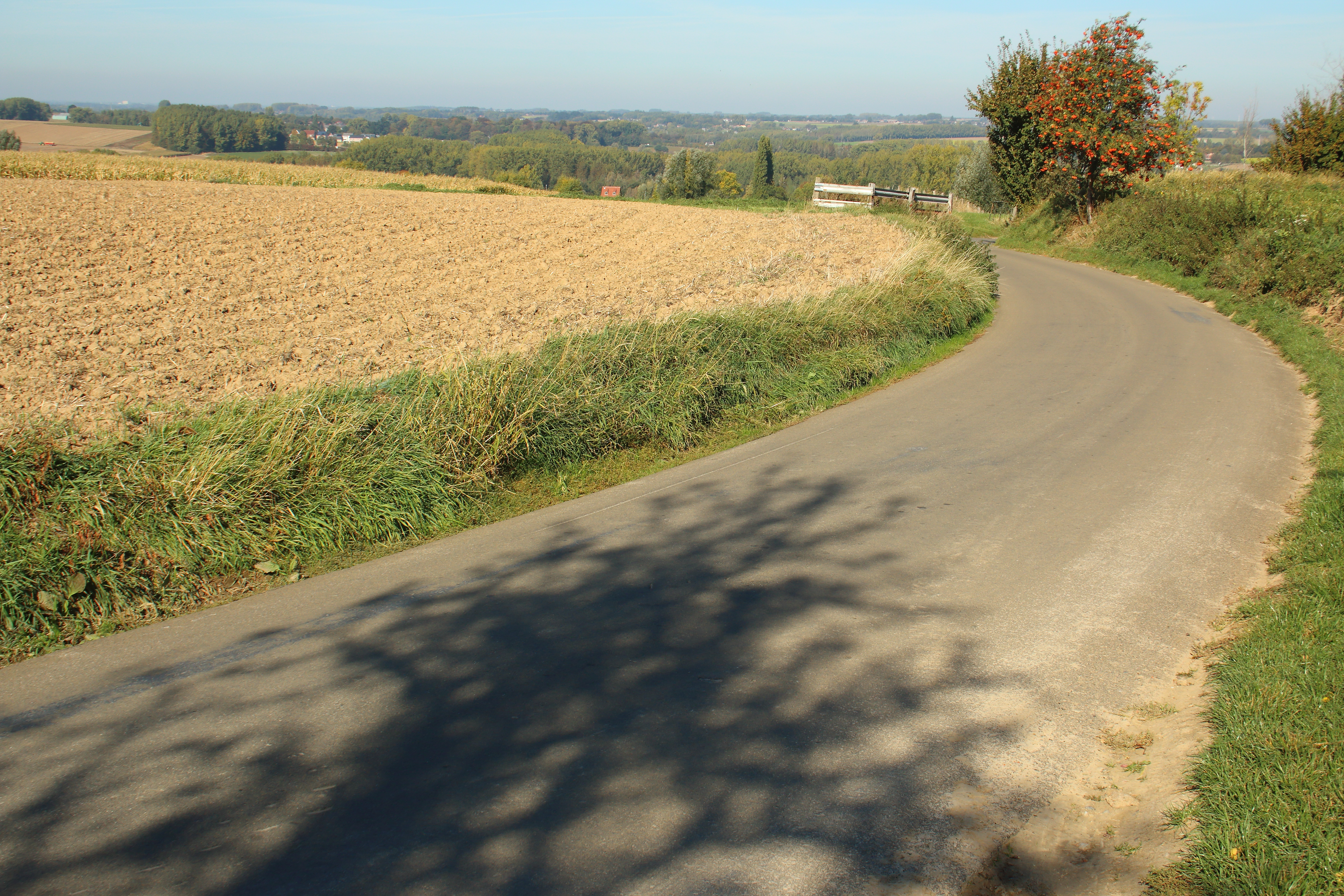

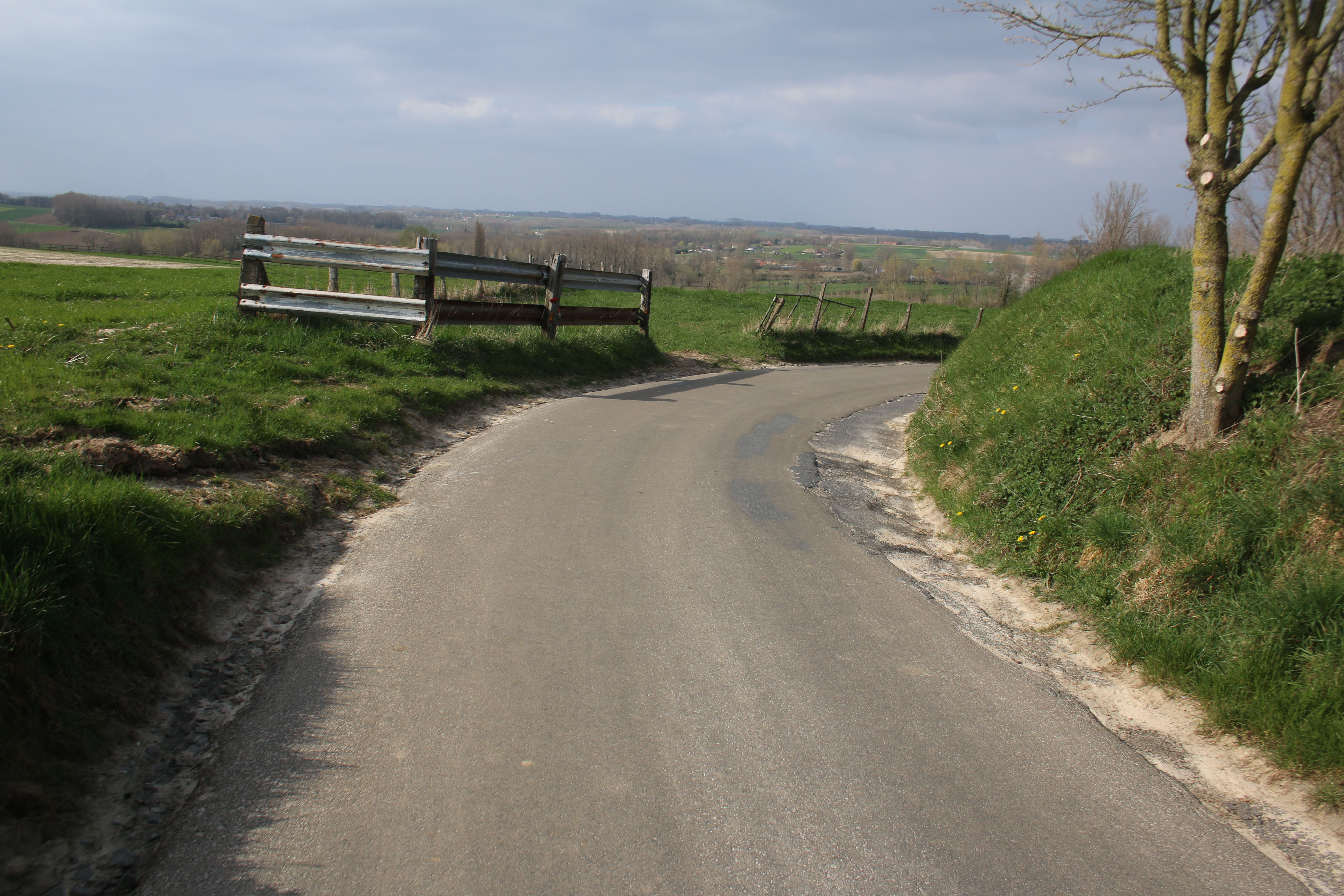

De Slijpstraat-Kortendries zijn straatnamen en een helling in de Vlaamse Ardennen tussen Roborst (Zwalm) en Sint-Goriks-Oudenhove (Zottegem). In dit laatste dorp ligt de top gesitueerd.

## Wielrennen
De helling is officieus weleens opgenomen in de Ronde van Vlaanderen. In 1990 vielen Laurent Fignon en Pedersen in de Ronde aan op deze helling, Moreno Argentin en Rudy Dhaenens counterden en gingen meteen door. Argentin won uiteindelijk in de sprint. De helling kenmerkt zich door twee gedeelten, eerst de beklimming van de Slijpstraat, dan rechts afdalen en weer links, de Kortendries.
De helling is ook opgenomen in de gele lus van de recreatieve fietsroute Ronde van Vlaanderenroute.